# 湯沢城
湯沢城（ゆざわじょう）は、秋田県湯沢市（出羽国雄勝郡）の古館山（湯沢中央公園）にあった日本の城。湯沢市指定史跡。

## 概要
小野寺氏の系譜や事跡については、史料的裏付けがとれず不詳な点が多いが、鎌倉時代に雄勝郡へ入部した小野寺経道が稲庭城を本拠とし、南部の抑えとして三男の小野寺道定が1227年（安貞元年）に湯沢城を築いたとされている。
奥州仕置による一揆鎮圧後、最上義光が代官となり領有権を主張して小野寺氏と対峙した。1595年（文禄4年）に湯沢城が落城し、最上氏の家臣楯岡満茂の居城となる。
その後慶長出羽合戦などで戦略拠点となった。1602年（慶長7年）に出羽国へ転封された佐竹氏が最上氏と領土を交換したことで佐竹南家領となり、初代領主の佐竹義種が湯沢城の城郭や城下町の整備を行ったが、1620年（元和6年）の一国一城令により廃城となった。以後の佐竹南家は城下（現在の湯沢市役所所在地）に館を建てて住んだ。

## 力水
城跡の山麓から湧き出ている湧水で、佐竹南家のご用水として使用されていた。「からだに力がつく水だ」と城主や藩主が愛用したことからいつしか「力水」と名付けられ、石碑が建てられている。1985年（昭和60年）名水百選に選定され、また1990年（平成2年）には国土交通省の「手づくり郷土賞」（生活を支える自然の水）に選ばれた。
- 城壁近くから湧き出る力水

## 現地情報
所在地
秋田県湯沢市 湯沢中央公園内
交通アクセス
東日本旅客鉄道（JR東日本）奥羽本線 湯沢駅から徒歩で約10分
E13 東北中央自動車道 湯沢ICから5分